# 國民書館
國民書館（국민서관；Kookmin Books）是大韓民國的一家以兒童及幼兒為對象的出版社，成立於1961年。出版社的出版物內容很廣泛，有漫畫、學習大百科、歷史故事圖冊等。現時亦有製作PDF格式的電子書。